# Vestmanna

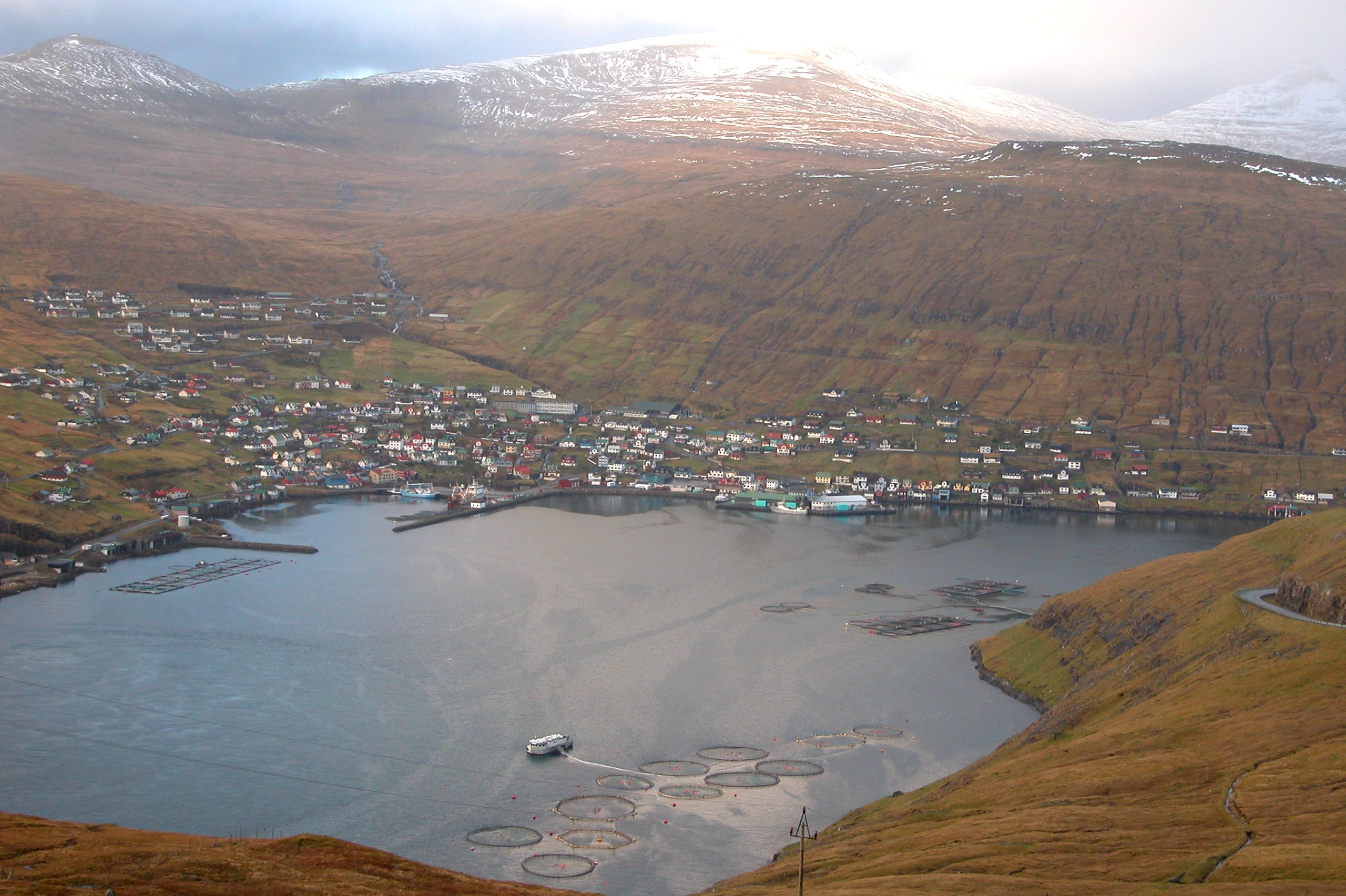
Vestmanna, okolní krajina, dole Chytání ryb

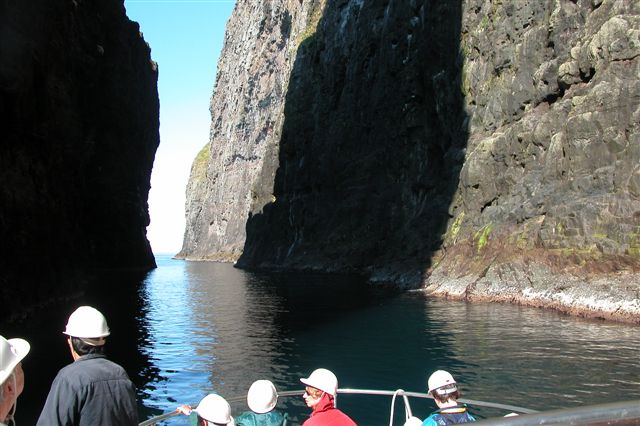
Jáma

Vestmanna (dánsky: Vestmannahavn) je malé město na Faerských ostrovech, na ostrově Streymoy, pár kilometrů od pobřeží ostrova Vágar. Jede zde i trajekt. Počet obyvatel města je 1.232, z roku 2006. Do města chodí mnoho turistů, protože je zajímá grotta nedaleko města. Vestmanna je mezi horami Hægstafjall (296m), Økslin (317m), Loysingafjall (639m) a Moskurfjall (624m).
- PSČ: FO-350
- Zeměpisné souřadnice: 62°09' severní šířky a 7°10' západní délky.